# جيداياس كابوتشو نيفيس
جيداياس كابوتشو نيفيس (بالبرتغالية:Jedaias Capucho Neves) الشهير باسم جيدا (بالبرتغالية:Jeda) (مواليد 15 أبريل 1979 في بارا - البرازيل) لاعب كرة قدم برازيلي يلعب حاليا لصالح نادي الدرجة الأولى كالياري الإيطالي منذ 2008 في مركز المهاجم .

## روابط خارجية
- جيداياس كابوتشو نيفيس على موقع قاعدة بيانات كرة القدم.إي يو (الإنجليزية)
- جيداياس كابوتشو نيفيس على موقع Soccerway.com (الإنجليزية)
- جيداياس كابوتشو نيفيس على موقع عالم كرة القدم.نت (الإنجليزية)